# Оршвир
Оршвир (фр. Orschwihr) — коммуна на северо-востоке Франции в регионе Гранд-Эст (бывший Эльзас — Шампань — Арденны — Лотарингия), департамент Верхний Рейн, округ Тан — Гебвиллер, кантон Гебвиллер. До марта 2015 года коммуна в составе кантона Гебвиллер административно входила в состав округа Гебвиллер.

## Географическое положение
Коммуна расположена приблизительно в 380 км к востоку от Парижа, в 85 км юго-западнее Страсбурга, в 19 км к юго-западу от Кольмара. Код INSEE коммуны — 68250.
Площадь коммуны — 7,09 км², население — 972 человека (2006) с тенденцией к росту: 1052 человека (2012), плотность населения — 148,4 чел/км².

## Население
Численность населения коммуны в 2011 году составляла 1030 человек, а в 2012 году — 1052 человека.
| 1962 | 1968 | 1975 | 1982 | 1990 | 1999 | 2006 | 2008 | 2011 | 2012 |
| ---- | ---- | ---- | ---- | ---- | ---- | ---- | ---- | ---- | ---- |
| 768  | 780  | 817  | 812  | 849  | 920  | 972  | 997  | 1030 | 1052 |

Динамика населения:

## Экономика
Основу экономики составляет виноградарство — практически половина земель сельскохозяйственного назначения коммуны занята виноградниками.
В 2007 году среди 623 человек в трудоспособном возрасте (15-64 лет) 501 были экономически активными, 122 — неактивными (показатель активности — 80,4 %, в 1999 году было 72,3 %). Из 501 активных работали 481 человек (253 мужчины и 228 женщин), безработных было 20 (10 мужчин и 10 женщин). Среди 122 неактивных 37 человек были учениками или студентами, 48 — пенсионерами, 37 были неактивными по другим причинам.
В 2010 году из 655 человек трудоспособного возраста (от 15 до 64 лет) 531 были экономически активными, 124 — неактивными (показатель активности 81,1 %, в 1999 году — 72,3 %). Из 531 активных трудоспособных жителей работали 492 человека (251 мужчина и 241 женщина), 39 числились безработными (16 мужчин и 23 женщины). Среди 124 трудоспособных неактивных граждан 44 были учениками либо студентами, 52 — пенсионерами, а ещё 28 — были неактивны в силу других причин.
На протяжении 2011 года в коммуне числилось 440 облагаемых налогом домохозяйств, в которых проживало 1015,5 человек. При этом медиана доходов составила 23310 евро на одного налогоплательщика.

## Достопримечательности (фотогалерея)
- Церковь Св. Николая. Впервые упоминается в 1335 году. В 1547—1577 годах здание церкви было перестроено.
- Часовня Св. Вольфганга. Известна с 1394 года. В 1798 году часовня была разрушена, и восстановлена на том же месте в 1850 году.
- Замок Оршвир[фр.] (XIII век). Исторический памятник с 1988 года[13]
- Руины замка Штеттенберг (XII век)
- Фонтан на церковной площади (XIX век). Исторический памятник с 1934 года[14]

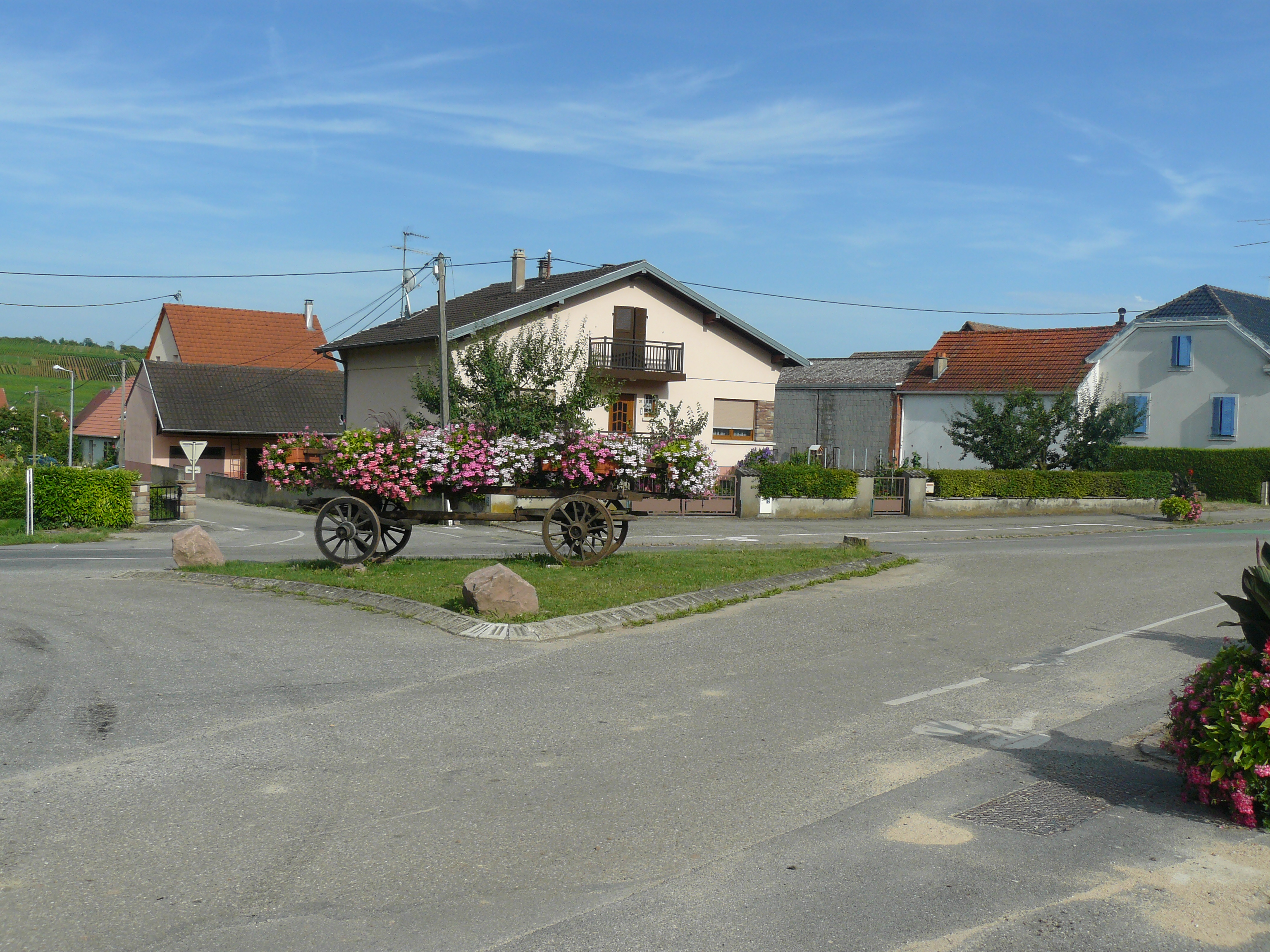
Оршвир
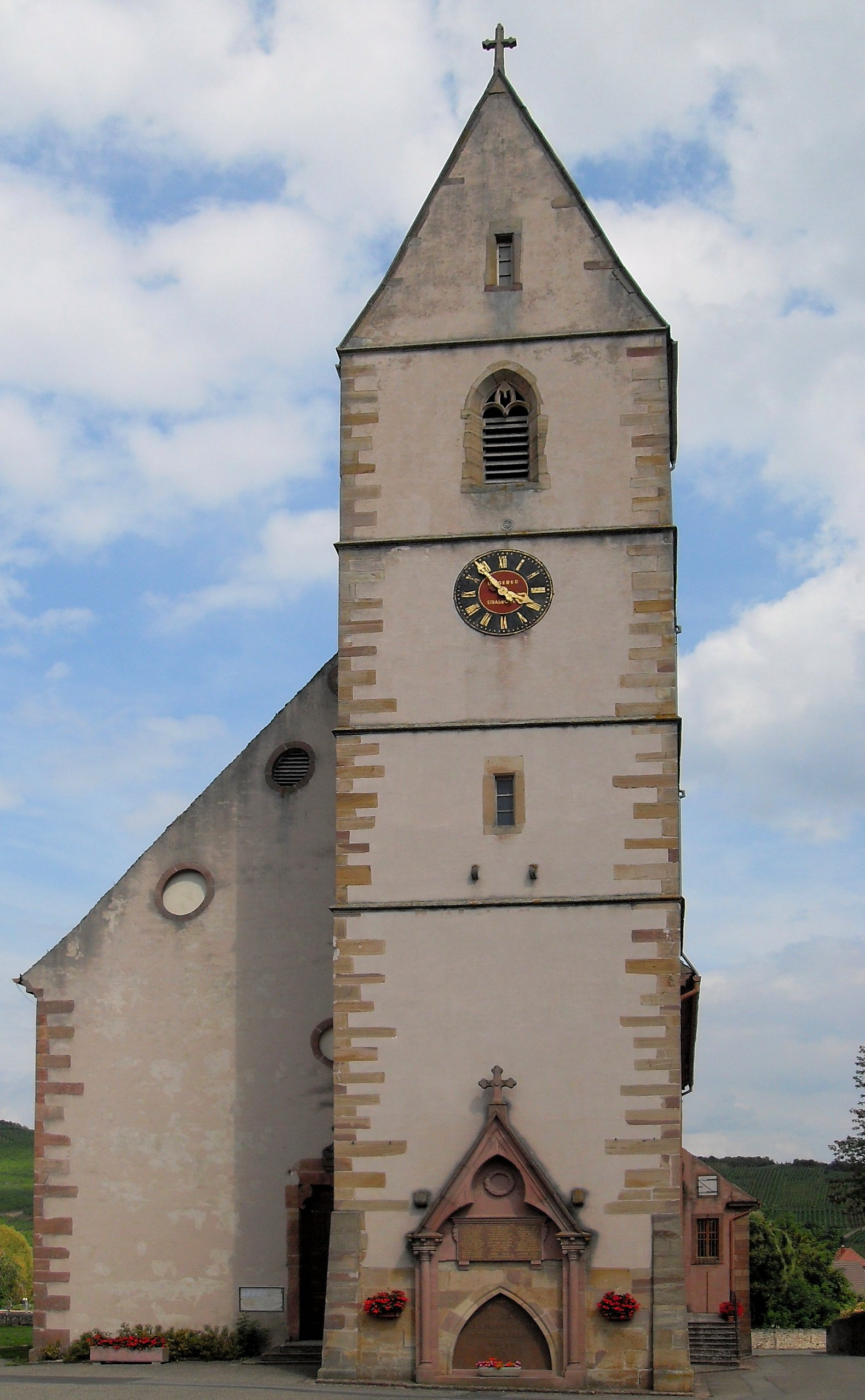
Церковь Святого Николая
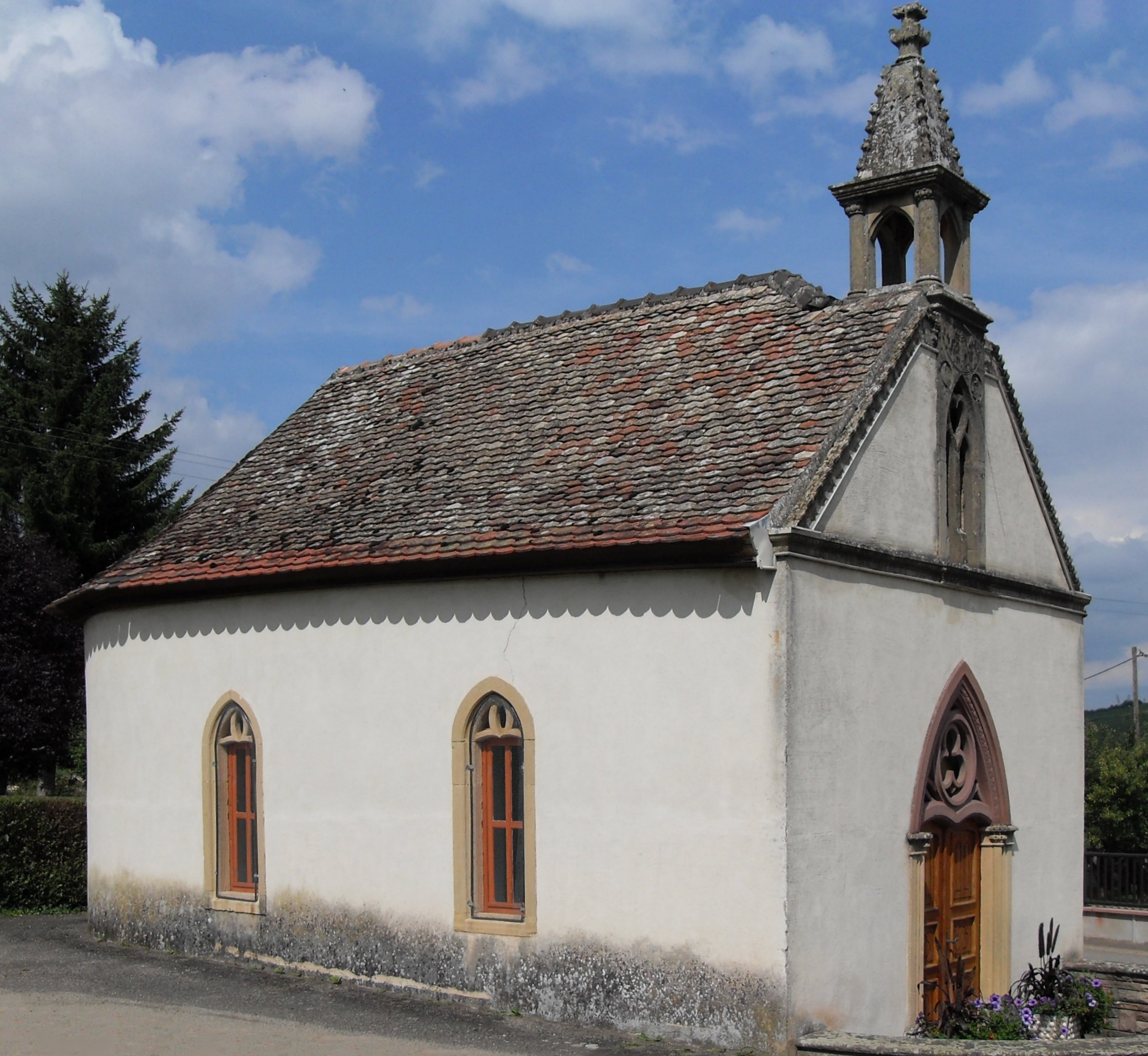
Часовня Святого Вольфганга
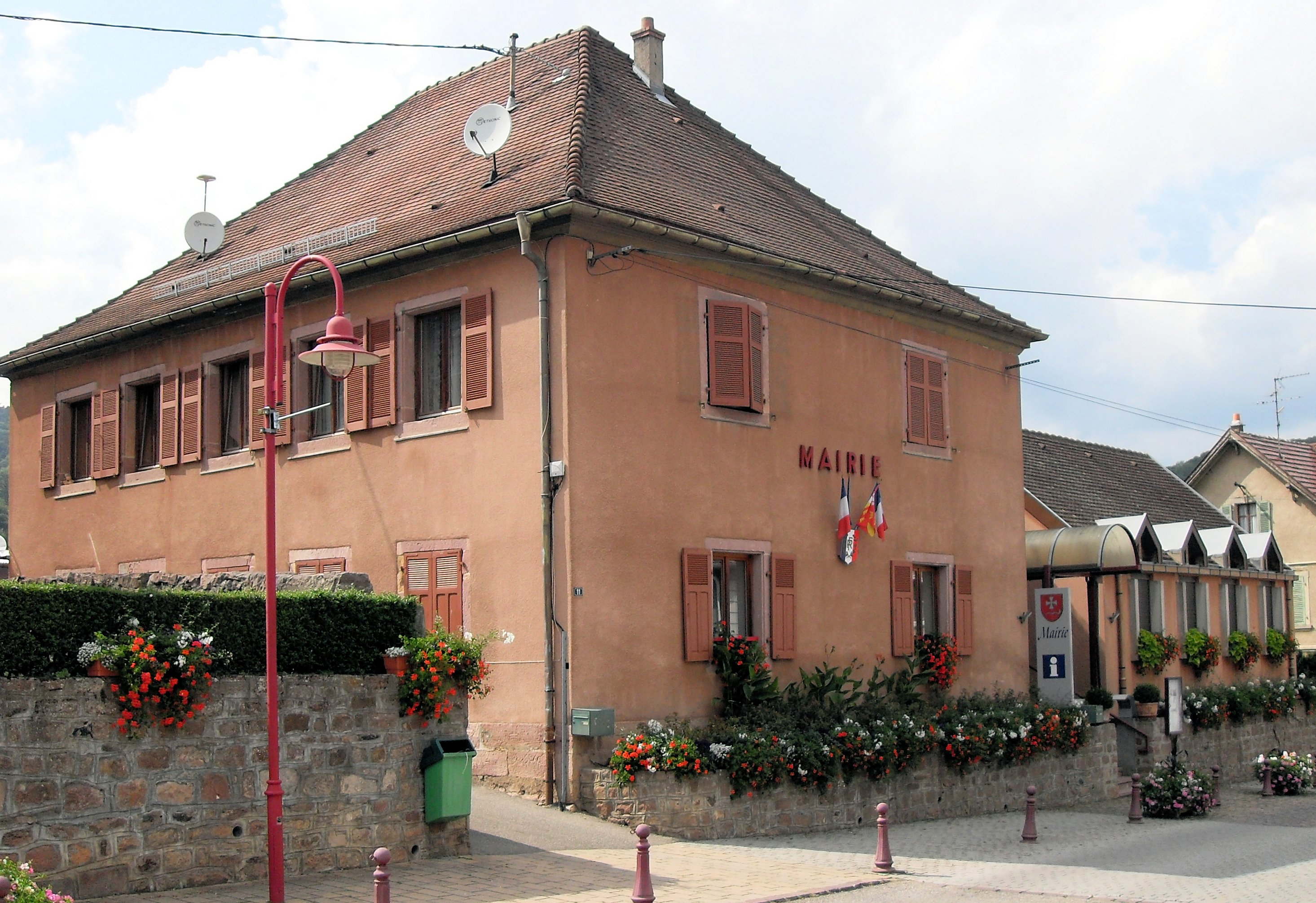
Здание мэрии

## Города-побратимы
- Керлуан[англ.] (Франция)